# Francesco Molinari Pradelli
Francesco Molinari Pradelli (Bologna, 4 luglio 1911 – Bologna, 8 agosto 1996) è stato un direttore d'orchestra e collezionista d'arte italiano.

## Biografia
Dopo aver studiato pianoforte e composizione a Bologna, continua gli studi presso l'Accademia nazionale di Santa Cecilia a Roma anche in direzione d'orchestra, diplomandosi nel 1938.
L'anno seguente debutta  Bologna ne L'elisir d'amore, riscuotendo un grande successo, cui segue un primo tour italiano nei teatri di Bergamo e Brescia. Si costruisce una fama che lo vedrà debuttare al Teatro alla Scala nel 1946, anno in cui il teatro riapre dopo la guerra.
Debutta all'estero nel 1955-1956 al Covent Garden di Londra dirigendo Renata Tebaldi in Tosca. Si reca negli Stati Uniti nel 1957, debuttando a San Francisco e iniziando collaborazioni con alcuni fra i più importanti teatri del mondo, come la Staatsoper di Vienna e la Metropolitan Opera di New York. In Italia dirige l'orchestra sinfonica della Rai, del Teatro dell'Opera di Roma, dell'Accademia Nazionale di Santa Cecilia, del teatro La Fenice di Venezia. Incide per le etichette Decca, EMI, RCA. Dirige i più famosi artisti del tempo come Giuseppe Di Stefano, Luciano Pavarotti, Montserrat Caballé, Maria Callas, Anna Moffo, Renata Tebaldi, Birgit Nilsson e Franco Corelli (con i quali incide una delle versioni di riferimento di Turandot di Giacomo Puccini), Joan Sutherland, Mario Del Monaco, Renata Scotto.
Fu accademico di Santa Cecilia e conosciuto anche come collezionista dell'arte pittorica, soprattutto dei secoli XVI-XVIII: acquistava numerosi quadri durante i suoi frequenti viaggi di lavoro. Nota a livello internazionale, la raccolta Molinari Pradelli è la più significativa formatasi a Bologna nel Novecento e si segnala per la consistenza e la selezionata qualità delle opere.
Nel dicembre 2013 l'area di passeggio retrostante il Teatro Comunale di Bologna, tra Largo Respighi e i Giardini del Guasto, è stata intitolata piazzetta Francesco Molinari Pradelli.

## Discografia
- Giuseppe Verdi: Simon Boccanegra - (Cetra, 1951)
- Friedrich von Flotow: Martha - (Cetra, 1953)
- Jules Massenet: Werther - (Cetra, 1953)
- Giuseppe Verdi: La traviata - (Decca, 1954)
- Giacomo Puccini: Manon Lescaut - (Decca, 1954)
- Gaetano Donizetti: L'elisir d'amore - (Decca, 1955)
- Giuseppe Verdi: La forza del destino - (Decca, 1955)
- Giacomo Puccini: Tosca - (Decca, 1959)
- L'arte della primadonna: "Joan Sutherland" - (Decca, 1960)
- Giacomo Puccini: Turandot - (EMI, 1965)
- Giacomo Puccini: La rondine - (RCA, 1966)
- Gaetano Donizetti: La favorita - (Premiere Opera Ltd. CDNO 805-2, 1974)